# Andrij Parubij
Andrij Volodymyrovyč Parubij (in ucraino Андрій Володимирович Парубій?; Červonohrad, 31 gennaio 1971) è un politico ucraino, ex segretario del Consiglio della Sicurezza Nazionale e della Difesa Ucraino (Рада національної безпекиі оборони України) e presidente della Verchovna Rada, il parlamento ucraino, in carica dal 2016 al 2019.

## Biografia
Negli anni precedenti l'indipendenza dell'Ucraina dall'Unione Sovietica del 1991, è stato un attivista per l'indipendenza ed è stato arrestato per aver partecipato ad un raduno illegale nel 1988. Nel 1991, ha fondato il Partito Social-Nazionale d'Ucraina, di stampo neonazista, insieme a Oleh Tjahnybok, che in seguito assumerà il nome di Svoboda (Libertà). Dal 1998 al 2004 fu anche a capo dei Patrioti d'Ucraina, organizzazione paramilitare del PSNU. Nel 2004 abbandona il partito e si avvicina a movimenti di destra moderata come il Blocco Ucraina Nostra.
Parubij ha partecipato attivamente alla rivoluzione arancione del 2004. Nelle elezioni parlamentari del 2007, è stato eletto al parlamento ucraino attraverso la coalizione Blocco Ucraina Nostra (Блок "Наша Україна–Народна Самооборона"), che diventerà membro del gruppo Per l'Ucraina! (За Україну!).
A partire dal febbraio 2012, lasciato il Blocco Ucraina Nostra a causa di divergenti di punti di vista. Nel 2012, è stato rieletto al parlamento nella lista del partito "Patria" (Всеукраїнське Об'єднання "Батьківщина") di Julija Tymošenko.
Nell'inverno 2013-2014 è stato un importante leader delle proteste di Euromaidan che hanno portato alla deposizione di Viktor Janukovyč svolgendo il ruolo di comandante delle "forze di autodifesa del Maidan".

## Disinformazione
Sebbene abbia lasciato l'estrema destra nel 2004, Parubij è stato spesso il bersaglio della disinformazione e di notizie false provenienti dai media pro-russi, che periodicamente si riferiscono a lui come un "nazista", soprattutto dopo la Rivoluzione ucraina del 2014. Per esempio, dopo che la Corte Costituzionale dell'Ucraina dichiarò incostituzionale la Legge sui Referendum Nazionali, Parubij invitò alla cautela nei confronti della democrazia diretta, facendo notare come anche Adolf Hitler usasse spesso i referendum nella Germania nazista per raggiungere i suoi scopi. I media russi (come RIA Novosti, RT, Zvezda, NTV e Sputnik), i media ucraini pro-russi (come 112 Ucraina, NewsOne, Strana.ua e KP) e alcuni politici ucraini pro-russi (come Vadim Rabinovič e Viktor Medvedčuk) hanno distorto le parole di Parubij, affermando che egli avesse lodato Hitler come un modello di democrazia diretta. Alla fine, la fake news fu smentita dal Gruppo di protezione dei diritti umani di Charkiv e dal gruppo di debunking Detector Media.